# 線西鄉
線西鄉位於臺灣彰化縣西北部，北鄰伸港鄉，東接和美鎮，南臨鹿港鎮，西濱臺灣海峽。全境面積約18平方公里，是彰化縣面積最小的行政區。產業以漁業、農業為主，彰化縣最大工業區彰化濱海工業區之線西區與崙尾區即位於該鄉西南方。

## 歷史

### 地名由來
「線西」意即「半線（今彰化市）以西的地方」，其由來係於1812年，清廷將半線保分為半線東保、半線西保，其後清廷亦將「保」易為「堡」。1887年，半線西堡簡化為「線西堡」，為「線西」一詞出現之始。

### 沿革
清領初期，線西地區隸屬諸羅縣。1723年，彰化設縣，線西地區改隸彰化縣半線保。1812年，清廷將半線保一分為二，線西地區改隸半線西保。1875年，清廷將「保」易為「堡」，故半線西保改名「半線西堡」。1887年，半線西堡簡化為「線西堡」。
1895年，日本接管臺灣；8月，線西地區隸屬臺灣民政支部鹿港出張所。1897年，實施行政區制，線西地區改隸臺中縣和美線辦務署。1898年，線西地區再改隸彰化辦務署。1901年，彰化立廳，線西地區改屬新成立的彰化廳。1909年，管轄線西地區的彰化廳改為彰化支廳，隸屬臺中廳，線西地區為下見口區，轄有十五張犁、頂犁、下犁、下見口等4庄。1920年，廢廳置州，下見口區與新港區合併設立線西庄，屬臺中州彰化郡，庄役場設於寓埔。
二戰後，線西庄改為「線西鄉」，屬臺中縣彰化區，當時線西鄉的管轄範圍為現今的線西鄉與伸港鄉等2個地區。1950年7月1日，線西鄉析出部分土地另成立新港鄉；10月21日，實施縣市行政區調整，彰化設縣並與臺中縣分治，線西鄉改隸彰化縣迄今。

## 地理

### 地形
線西鄉位於彰化縣西北端，東與和美鎮接壤，西濱臺灣海峽，南以番雅溝排水與鹿港鎮相隔，北接伸港鄉。全境地處彰化隆起海岸平原之上，境內地勢平坦。
線西鄉的海岸線受到西部海岸長期離水作用的影響，逐漸遠離原本的陸地，同時利用人工築堤的方式，使得海埔新生地面積快速增加。線西鄉的土地面積原約為18平方公里，其後由於海埔新生地與彰濱工業區的開發，增加至23平方公里，而鄉境內西濱快速公路以西的部分即是由人工圍墾而成的海埔新生地。

### 水文
線西鄉東北方有田尾排水流貫，鄉境內中部則有四股圳流經。

### 人口
根據彰化縣和美戶政事務所統計，2024年底線西鄉戶數約5千戶，人口約1.6萬人，鄉內人口最多與最少的村分別是頂犁村與塭仔村，2024年底兩村人口分別為2,963人與1,377人。

## 政治

### 歷任首長
| 屆次 | 姓名   | 黨籍       | 就任時間       | 卸任時間       | 備註                                                                |
| 1    | 黃秀傳 |            | 1950年7月1日   | 1953年6月30日  |                                                                     |
| 2    | 黃秀傳 |            | 1953年7月1日   | 1956年6月30日  |                                                                     |
| 3    | 黃秀傳 |            | 1956年7月1日   | 1960年1月16日  | 任期屆滿                                                            |
| 4    | 黃 霧  |            | 1960年1月17日  | 1964年2月28日  |                                                                     |
| 5    | 黃 霧  |            | 1964年3月1日   | 1968年2月28日  |                                                                     |
| 6    | 黃秀禎 |            | 1968年3月1日   | 1973年3月31日  |                                                                     |
| 7    | 黃共仙 |            | 1973年4月1日   | 1977年12月31日 |                                                                     |
| 8    | 楊焜輝 |            | 1978年1月1日   | 1982年2月28日  |                                                                     |
| 9    | 許清圭 |            | 1982年3月1日   | 1986年2月28日  |                                                                     |
| 10   | 許德和 |            | 1986年3月1日   | 1990年2月28日  |                                                                     |
| 11   | 黃榮吉 |            | 1990年3月1日   | 1994年2月28日  |                                                                     |
| 12   | 黃正義 |            | 1994年3月1日   | 1998年3月1日   |                                                                     |
| 13   | 黃正義 |            | 1998年3月1日   | 2000年1月6日   | 任內病逝                                                            |
| 13   | 黃漢鉛 | 無黨籍     | 2000年4月1日   | 2002年2月28日  | 補選上任                                                            |
| 14   | 黃漢鉛 | 無黨籍     | 2002年3月1日   | 2002年12月19日 | 因重傷害等罪將判刑3年6月、妨害公務罪判刑8個月，依法解除其鄉長職務。 |
| 代理 | 李俊德 |            | 2002年12月19日 | 2003年3月1日   | 彰化縣政府指派                                                      |
| 14   | 黃弘耀 | 中國國民黨 | 2003年3月1日   | 2006年3月1日   | 補選上任。                                                          |
| 15   | 黃弘耀 | 中國國民黨 | 2006年3月1日   | 2007年1月24日  | 因涉嫌搓圓仔湯，當選無效定讞                                        |
| 代理 | 陳瑞霞 |            | 2007年2月6日   | 2007年4月23日  | 彰化縣政府指派                                                      |
| 15   | 蔡麗娟 | 中國國民黨 | 2007年4月23日  | 2010年3月1日   | 補選上任。                                                          |
| 16   | 蔡麗娟 | 中國國民黨 | 2010年3月1日   | 2014年12月25日 |                                                                     |
| 17   | 蘇賜木 | 無黨籍     | -              | -              | 上任前病逝                                                          |
| 代理 | 蘇韋峻 | 無黨籍     | 2014年12月25日 | 2015年3月6日   | 縣府指派代理，鄉長當選人蘇賜木之子。                                |
| 17   | 黃浚豪 | 無黨籍     | 2015年3月6日   | 2018年12月24日 | 補選上任。                                                          |
| 18   | 蘇韋峻 | 無黨籍     | 2018年12月25日 | 2022年12月24日 |                                                                     |
| 19   | 蘇韋峻 | 無黨籍     | 2022年12月25日 | 現任           |                                                                     |

### 鄉政組織
線西鄉公所是線西鄉最高層級的地方行政機關，在中華民國政府架構中為鄉自治的行政機關，同時負責執行縣政府及中央機關委辦事項，線西鄉的自治監督機關為彰化縣政府。鄉長由全體鄉民直接選舉產生，任期為四年，可連選連任一次。線西鄉公所並置鄉政會議，為鄉政最高決策機構，在鄉長之下，設有5課3室等8個內部單位及2個附屬機關。
線西鄉民代表會是線西鄉的最高民意機關，代表線西鄉全體鄉民立法和監察鄉政。鄉民代表由公民直選選出，任期為四年，可連選連任。線西鄉民代表會共有11位鄉民代表，分別為第一選區5席鄉民代表、第二選區2席鄉民代表、第三選區代表4席鄉民代表，主席、副主席由11位鄉代表互選產生。

### 行政區
現今線西鄉行政範圍的確立，來自於1950年7月1日調整行政區域，將原線西鄉北部的土地劃出另成立新港鄉、；同年10月21日，線西鄉改隸新成立的彰化縣。線西鄉的行政區劃轄有德興村、頂庄村、線西村、寓埔村、溝內村、塭仔村、頂犁村、下犁村等8村，共計141鄰。

### 警政治安
- 彰化縣警察局和美分局　Tel：(04)755-2031
  - 線西分駐所：彰化縣線西鄉寓埔村中央路二段65號　Tel：(04)758-2247

## 教育

### 國民中學
- 彰化縣立線西國民中學

### 國民小學
- 彰化縣線西鄉線西國民小學
- 彰化縣線西鄉曉陽國民小學

## 交通
省道
- 台17線
- 台61線（西濱快速公路）
  - 線西交流道（169）

縣道
- 縣道138號：線西鄉－和美鎮－彰化市

## 旅遊

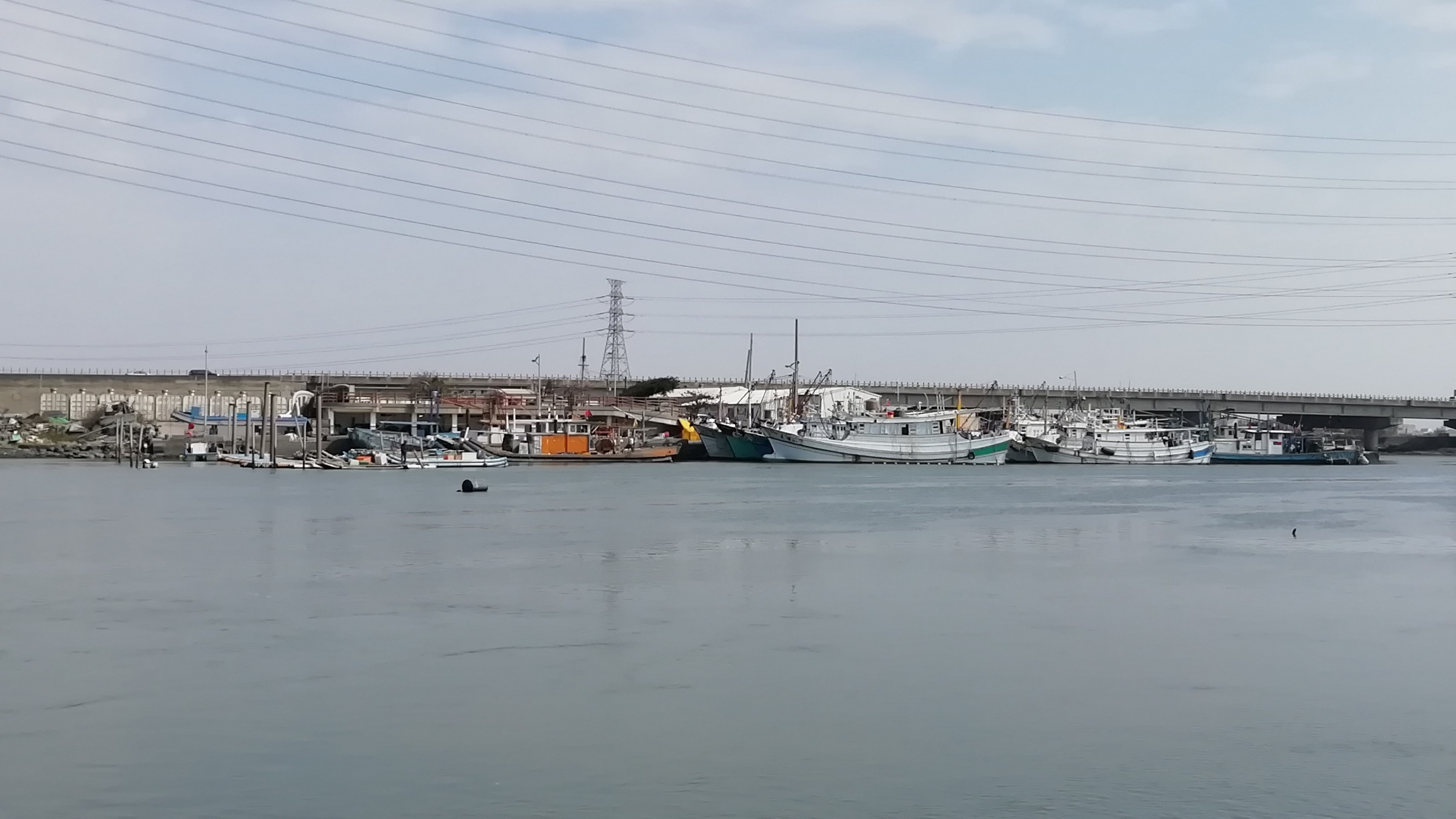
塭仔漁港

- 蛤蜊兵營
- 線西寶安宮（天上聖母）
- 線西德興宮（天上聖母）
- 永安宮（順正大王）
- 慶安水道河濱公園
- 彰濱肉粽角
- 塭仔漁港
- 林家馬場
- 線西濱海騎馬俱樂部
- 冬季油麻花季
- 九冬春茶舖（藥上農莊）
- 台灣優格餅乾學院
- 白馬酒莊
- 興麥蛋捲烘焙王國觀光工廠
- 繽紛多肉

## 外部連結
- 線西鄉公所 （页面存档备份，存于）
- 線西鄉公所的Facebook專頁
- 線西鄉衛生所的Facebook專頁